# Nelson Morris
Pour les articles homonymes, voir Morris.
Moritz Beisinger dit Nelson Morris, né le 21 janvier 1838 à Hechingen en Allemagne et mort le 27 août 1907 à Chicago, est un homme d'affaires américain. 

## Biographie
Fils d'un éleveur de bétail, en 1848, la propriété de sa famille est confisquée lors des révolutions allemandes de 1848–1849. Il est alors envoyé aux États-Unis pour vivre avec un oncle en Nouvelle-Angleterre. Il change son nom puis quitte son oncle à 15 ans pour occuper une succession d'emplois d'abord comme mineur de charbon en Pennsylvanie, puis sur un bateau fluvial qui l'emmène à Buffalo et sur un bateau lacustre qui le mène à Michigan City dans l'Indiana avant d'arriver à Chicago en 1853 où il travaille dans un parc à bestiaux.
Il fonde en 1859 la Morris & Waixel, qui devient une des plus importantes entreprises de commerce de viandes.
Il doit sa fortune au fait qu'il fournit en viandes l'armée de l'Union lors de la Guerre de Sécession. 
En 1872, il est nommé premier directeur juif de la First Chicago Bank. Il a également été directeur de la Drovers Bank qui desservait les parcs à bestiaux.
Son fils Edward (1866-1913) développe l'entreprise en s'associant avec Swift. 
Jules Verne le mentionne dans son roman Le Testament d'un excentrique (partie 1, chapitre I) lorsqu'il énumère des bouchers de Chicago mais fait erreur en prenant son prénom et son nom pour deux personnes différentes. 

### Vie privée

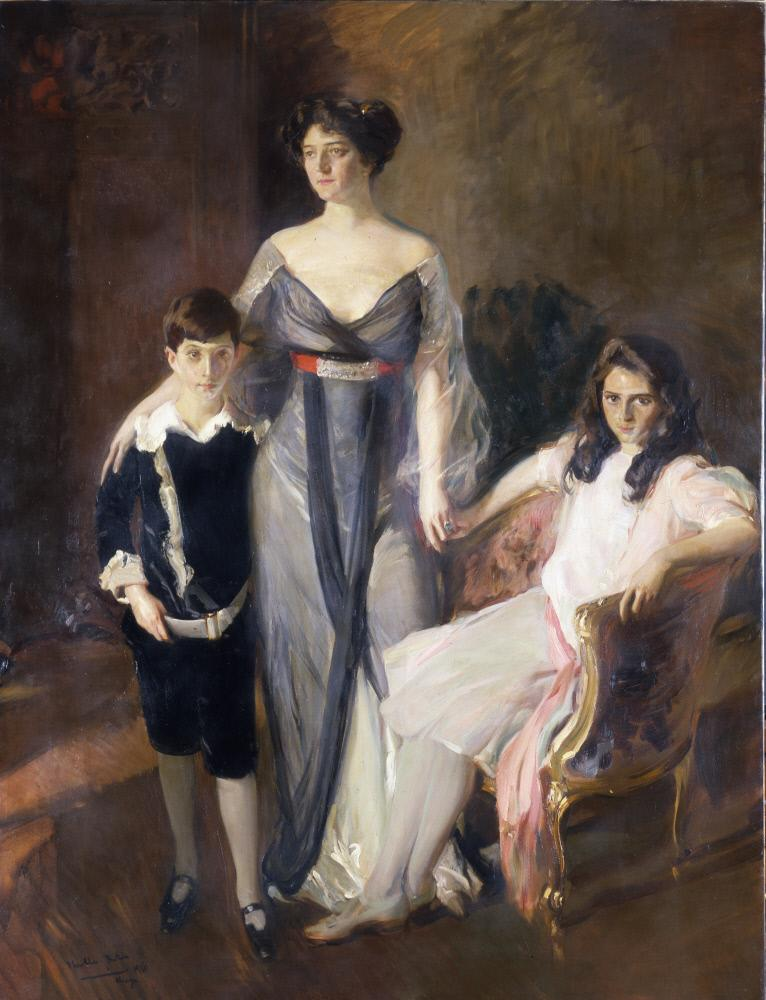
Mrs. Ira Nelson Morris et ses enfants, 1911
Joaquín Sorolla
The Hispanic Society of America, New York

En 1863, il épouse Sarah Vogel (née en 1852 à Chicago), également juive,. Ils ont cinq enfants : le diplomate Ira Nelson Morris (en), Edward Morris (marié à Helen Swift Neilson, fille de Gustavus Franklin Swift, et père de Muriel Gardiner et Ruth Morris Bakwin), Herbert Morris (décédé subitement en 1898), Augusta Morris Rothschild (mariée au détaillant Abram M. Rothschild (en)) et Maude Morris Schwab (mariée à Henry C. Schwab). 
Nelson Morris meurt le 27 août 1907,. Sa femme est tuée le 16 septembre 1909, dans un accident d'automobile à Fontainebleau en France.